# Pāvels Veselovs
Pāvels Veselovs, né le 15 juillet 1983, à Riga, en République socialiste soviétique de Lettonie, est un joueur letton de basket-ball. Il évolue au poste d'ailier.